# 莫罗佐夫家族
莫罗佐夫家族（俄语：Морозовы) 是俄罗斯一個旧礼仪派家族，有許多商人和企业家出自該家族。该家族的始祖是萨瓦·瓦西里耶维奇·莫罗佐夫 (1770–1862)。他有五个儿子和一个女儿。其后代还包括萨瓦·莫罗佐夫。